# Sara Corrales
Sara Corrales (Medellín, 27 de dezembro de 1985) é uma atriz, modelo, bailarina e empresária colombiana.

## Biografia
Em 2007, protagonizou a telenovela La marca del deseo, onde interpretou uma mulher que previa o futuro.
Em 2008, participo da telenovela Vecinos fazendo o papel de Jessica.
Em 2010 participou da novela El clon.
Em 2013 integrou o elenco da narco-série El señor de los cielos, ficando algumas temporadas.
Em 2016 estréia na Televisa, interpretando a antagonista da novela Despertar contigo. Participa ainda de La Doble Vida de Estela Carrillo e Cita a Ciegas .
Participará ainda de La Muñeca Asesina no papel de "Carmem''

## Carreira

### Telenovelas
- 2025 La Jefa - Laura Rojas
- 2022 Mi camino es amarte - Úrsula Hernández Sosa
- 2022 El último rey - Patricia Rivera
- 2020 Quererlo todo - Sabina Curiel
- 2019 Cita a ciegas....Ingrid Ortega
- 2017 La Doble Vida de Estela Carrillo....Estela Carrillo Infante "El Dorado" / Juana Saucedo / Estela Cabrera Toribio
- 2016 Despertar contigo .... Cindy Johanna Reyna Hidalgo
- 2015 Vuelve temprano .... Denisse Moya/Candy
- 2015 El Capitán .... Lina Marcela Durán
- 2013 El señor de los cielos 1.er e 2.ª temporada, Matilde Rojas cantante
- 2011  El Secretario .... Lucila
- 2010 Ojo por ojo .... Karina
- 2010 El clon .... Karla con K Pérez
- 2009 Los Victorinos .... Victorina Fernández
- 2008 Vecinos .... Jessica Antonieta Morales
- 2007 Toda una dama .... María Camila Cabrejo Mesa
- 2007 La marca del deseo .... María Claridad
- 2006 En los tacones de Eva....  Angélica
- 2006 Cuando rompen las olas ..... Enfermeira
- 2006 Merlina, mujer divina .... Yuri 'Paloma' Paz
- 2004 Todos quieren con Marilyn .... Catalina Osorio

### Cinema
- Mi Gente Linda-Mi Gente Bella

### Series
- Mujeres asesinas.... Maritza, la manipuladora
- Decisiones Extremas
- Decisiones Juveniles

### Realitys
- Protagonistas de novela - Participante
- Mundos opuestos - Apresentadora
- La guerra de los sexos - Participante